# Левица
Политичка левица или левица, у политичкој теорији, је назив за позицију на политичком спектру.
Означава политичке идеје, политичке странке и политичке покрете који по својим темељним одређењима припадају политичкој левици.
Политички појмови „левице“ и „деснице“ су сковани током Француске револуције (1789—1799), односећи се на распоред седења у Скупштини. Они који су седели са леве стране уопштено су се противили феудализму, монархији, апсолутизму, клерикализму и подржавали су антифеудалну револуцију, укључујући стварање републике и секуларизацију, односно подржавали су прогрес и модернизацију. А они који су седели са десне стране подржавали су одржавање постојећег стања, односно традиционалистичке институције старог поретка.
У 19. и 20. веку када се у свету превазилазио феудализам и апсолутистичка монархија, а утврђивао капитализам и република (или републиканизована, уставна монархија), левица је почела да означава оне који су критички настројени према капитализму, и који се залажу за прогрес и модернизацију у односима, што би требало водити превазилажењу светског капитализма и успостављању светске заједнице са већим степеном демократије и социјалне одговорности. Према професору економије, Берију Кларку, левица тврди да људски развој може да процвета само онда када појединци и појединке ступе у сарадњу, односе међусобног поштовања, а који се могу развијати само када се елиминишу прекомерне разлике у статусу, моћи и богатству.
Многи истраживачи и теоретичари оцењују експерименталне покушаје градње антикапитализма на ауторитаран начин у неразвијеним, заосталим, аграрним и полуфеудалним земљама у 20. веку, који су се заснивали на политици једнопартизма, бољшевизма и лењинизма различитих струја (тј. политици која је у мањој или већој мери углавном завршила у стаљинизму) као искривљење и изопачење појмова антикапитализма. Експерименти су у реалности представљали једнопартијски државни капитализам у засебним земљама у оквиру светског капиталистичког система и тржишта. Након тога, настаје левица нових замисли и промишљања.
Левица нових замисли и промишљања је појам за модерну, прогресивну, радикално-демократску и широку политичку филозофију насталу на основу идеја које су промовисали различити активистички покрети на Западу у другој половини 20. века, али и теорија савремених теоретичара левице.

## Утицај социјалних покрета у другој половини 20. века
Нова левица је израз којим се описују нове замисли, идеје и покрети који су се 1960-их и 1970-их појавили или развили на левом делу политичког спектра, пре свега у Западном свету, а којима је било заједничко то да су, било по својим крајњим циљевима или тактици, представљали отклон од дотада доминантног једнопартизма, бољшевизма и лењинизма различитих струја (тј. политике која је у мањој или већој мери углавном завршила у стаљинизму). Заговорницима нове левице је било заједничко то да се капиталистичком поретку супротстављају не само кроз контекст класне борбе, него и кроз борбу за права и слободе људског бића, односно кроз инсистирање на еманципаторским људским правима и слободама, слободи изражавања, слободи окупљања и протеста, расној и родној равноправности, сексуалним слободама (право на коришћење контрацепције, право на абортус или легализација права ЛГБТ+ особа). Као извориште нове левице се најчешће спомињу Сједињене Америчке Државе средином 1960-их где је управо сазревала тзв. генерација бејби-бумера, прва која је одрасла у друштвено-економским околностима поратног економског бума, драматично другачијим околностима од својих родитеља, а што се одразило кроз генерацијски јаз и одбацивање њихових вредности, те прихватање поткултуре, контракултуре и покрета хипика, деце цвећа и шездесетосмаша, који ће често бити блиско повезивани са новом левицом. Покрети тога времена су се противили традиционалном ауторитету и неприкосновеним вођама, подржавали слободну љубав и легализацију појединих психоактивних супстанци, противили су се ратовима и милитаризму, промовисали мир, поштовање различитости, родну равноправност, слободу изражавања, слободу окупљања и протеста, те захтевали заштиту и одрживост природе и животне средине.
Концепти и идеје нове левице су се муњевито проширили по свету, па су тако у Француској 1968. године довели до спектакуларних уличних протеста, а који су се, у већој или мањој мери, поновили широм света у готово свим земљама, те озбиљно нарушили или угрозили тадашње власти.
На основу јаких и утицајних искустава широког социјалног покрета јавиле су се леве идеје о постојању међуповезаности класног антагонизма са дискриминацијом лица или групе лица по неком стварном или перципираном основу различитости, као што су расне, полне, родне, сексуалне, верске, етничке, националне, добне и друге различитости, те је на тај начин настала нова левица која поред свог примарног промишљања о класној борби и поред залагања за интересе радничке класе (политика социјалне правде) развија и проширује своју сферу интересовања залагањем и за остварење, поштовање, заштиту и унапређење еманципаторских људских права и слобода (политика идентитета и људских права и слобода), затим, инсистирањем на већој демократској партиципацији становница и становника од најнижег нивоа одлучивања до највишег нивоа одлучивања (партиципативна демократија), те инсистирањем на већој заштити животне средине и одрживом развоју (зелена политика).
Студентски покрети, покрети за женска права и женско ослобођење, мировни и антиратни покрети, раднички и синдикални покрети, еколошки покрети и покрети за еманципаторска људска права и слободе, те права свих неравноправних и потлачених група друштва (антирасистички, ЛГБТ+ и остали покрети) чине широки социјални покрет који у својим редовима окупља оних 99 посто израбљиваних у капитализму, односно покрет који се може изборити за суштинску промену друштвеног уређења и преношење целокупне политичке моћи у руке народа - из руку политичке елите, крупног капитала и банака.

## Левица у 21. веку
Савремена левица тежи умањењу или превазилажењу свих друштвених стратификација. Савремена левица се залаже за умањење неслободе, неједнакости и несолидарности у друштву, које узрокује капитализам, а као крајњи циљ својих идеала заговара превазилажење, коренити раскид са системом светског капитализма и успостављање друштвено-економског уређења глобалног карактера утемељеног на демократији у политичко-економској сфери, те на демократски планираној светској производњи и расподели. У питању је, дакле, систем производње и расподеле глобалног карактера који би био у складу са потребама сваке појединке и сваког појединца, те глобалне заједнице као целине, и који би узимао у обзир носиве капацитете и услове регенерације животне средине. Коренити раскид са светским капитализмом би успоставио некапиталистичко бескласно уређење заједнице, чија би главна обележја требала бити: глобални карактер, заједничко власништво, демократско управљање, производња само за потребе и бесплатан приступ.
Заговара достизање глобалног некапиталистичког друштва које би било базирано на индивидуалној и колективној слободи, једнакости, солидарности и међусобној помоћи, због чега тежи умањењу, превазилажењу и коначном раскиду са свим облицима репресије, хијерархије и власти појединца над појединцем. Присталице ове политике сматрају да је за остварење ових идеја неопходно умањити, превазићи и остварити раскид са свим облицима ауторитарног начина организовања. Због тога се организују у нове левичарске политичке странке, организације и покрете.
Присталице савремене левице своје вредности и идеале надовезују на вишевековну традицију еманципаторских борби прогресивних покрета и особа, радница и радника, те свих обесправљених, других и другачијих.
Превазилажење институција капитализма са крајњим циљем радикалног раскида и корените трансформације постојећег система обележавају следеће карактеристике левице:
- На нивоу предузећа то значи развијање механизама демократије на радном месту, односно на месту производње, стваралаштва и креативности;
- На нивоу економије то значи развијање механизама друштвене и демократске координације уместо „слепе“ тржишне производње;
- На нивоу политичких и јавних институција то значи ширење представничког типа демократије са механизмима директне демократије (нпр. демократска партиципација на нижим и вишим нивоима одлучивања, могућност опозива изабраних представника нижих и виших нивоа власти);
- На нивоу друштвене сфере то значи противљење сваком облику подређености, искоришћавања и неравноправности, а нарочито противљење дискриминацији по основу личне карактеристике, као што су: раса, боја коже, друштвено порекло, национално порекло, етничка припадност, веза са мањинским народом или мањинском заједницом, језик, вероисповест или уверење, политичко или друго мишљење, чланство у политичкој, синдикалној или другој организацији, пол, родни идентитет, сексуална оријентација, полне карактеристике, брачни или породични статус, рођење, старосна доб, генетичке карактеристике, здравствено стање, инвалидитет или друга лична карактеристика;
- У односу на животну средину то значи усклађивање привреде у складу са носећим и обновљивим способностима животне средине, те са увођењем еколошки прихватљивих технологија, вештачке интелигенције, аутоматизације и роботизације.

Капитализам је интернационални и глобални систем и све више ће то бити својим даљим развојем, тако да ће и антикапитализам моћи да буде једино интернационални и глобални систем. Присталице ове политичке филозофије сматрају да ова политика не може опстати у једној земљи или у пар земаља, него да мора добити глобални карактер и због тога се залажу за превазилажење светског капитализма, тј. залажу се за прогресивни патриотизам и прогресивни космополитизам (прогресивна сарадња и солидарност међу свим народима и земљама у градњи праведнијег света).
Светски капитализам се може превладати једино глобалним антикапиталистичким покретом који ће у првом замаху првенствено уздрмати најразвијеније земље светског капиталистичког центра, зато што су неразвијене земље светске капиталистичке периферије и земље у развоју светске капиталистичке полупериферије у зависном и подређеном положају у односу на најразвијеније земље светског капиталистичког центра.
Разумевајући ово стање, то не значи да се прогресивне снаге у неразвијеним земљама светске капиталистичке периферије и земљама у развоју светске капиталистичке полупериферије до тада не могу залагати за реалне, неавантуристичке и неизолационистичке конкретне и непосредне, прогресивне и социјалне политике и мере, за модернизацију, нову индустријализацију и бржи развој својих домаћих економија путем активне економске улоге јавног сектора, јавних прописа, програма и сервиса.
На основу залагања за превазилажење светског капитализма присталице ове политике се повезују са еманципаторским и прогресивним покретима и странкама из целог света. Борба се смешта у светски антикапиталистички покрет, којег чине различити раднички и синдикални покрети, покрети за еманципаторска људска права и слободе, те нове левичарске странке, организације и појединци.
Еманципаторски и прогресивни покрети за промену система се, наиме, организују на два начина. Са једне стране се организују као странке које желе добити демократску политичку моћ и деловати као антисистемска власт, а са друге стране се организују као покрети који се кроз демонстрације, директне акције и притиске боре за мењање система, без жеље за формалним преузимањем политичке власти. Идеална позиција је једнаковредно удруживање обе стратегије мењања система за достизање истог циља: оних који делују ванинституционално, и врше притиске за мењање досадашњих друштвених односа, и оних који у формалном институционалном политичком простору мењају политике и саме институције које воде коренитом раскиду са постојећим системом.
Постоје тенденције на левици да би се савремене левичарске странке требале градити и развијати као масовне, демократске странке без неприкосновених вођа, са унутрашњом организацијом заснованом на принципима партиципативне демократије од најнижег до највишег нивоа, показујући тако својом унутрашњом организацијом за какво друштво се залажу.
Термини као што су „нова левица“ или „савремена левица“ се користе и као синоними за различите социјалистичке, екологистичке и савремене марксистичке странке, организације и покрете, али се најчешћи придеви „нова“ и „савремена“ користе за разликовање нове и савремене левице од концепата једнопартијског модела власти. Такве моделе су заступале такозване бољшевичко-комунистичке партије 20. века, засноване на бољшевизму и лењинизму различитих струја (тј. политици која је у мањој или већој мери углавном завршила у стаљинизму). Њихови експериментални модели покушаја градње „социјализма у засебним земљама“, који се у реалности своде на једнопартијски државни капитализам у засебним земљама у оквиру светског капиталистичког система и тржишта, сматрају се недемократским и ауторитарним, те искривљењем племените идеје социјалне правде. Нема антикапитализма без демократије и зато антикапитализам може да буде само демократски и глобални.
Начелна обележја савремене левице су: активна демократија и антиауторитаризам; антикапитализам; друштвени прогресивизам и антиконзервативизам; антимилитаризам (антиратна оријентација); феминизам и антипатријархализам; секуларизам, хуманизам и антиклерикализам; антирасизам и антиксенофобија; прогресивни патриотизам и прогресивни космополитизам (прогресивна сарадња и солидарност међу свим народима и земљама у градњи праведнијег света); антинационализам, антишовинизам, антинацизам и антифашизам.